# Народ
Наро́д — историческая социальная общность людей, определяемая совокупностью таких признаков, как общность языка и территории, близость культуры и быта, общность исторического развития и, в некоторых случаях, принадлежность к одному государству.

Употребляется в научной литературе в двух основных значениях — в политическом и в культурно-этническом. Взятое в первом значении слово является синонимом понятия «нация», взятое во втором значении — синоним понятия «этнос». Следует отличать от понятия население. По мнению специалистов по международному праву, принадлежность к единому народу предполагает наличие определённых исторических, культурных и практических связей: 
Существуют прочные связи, … принадлежности и идентичности. Кроме того, это связи, определяемые общностью реальных практических интересов. Оригинальный текст (англ.)Are there... ties, effective ties, ties of belonging, of identity of feeling. And also, ties relating to those of practical shared interest.
Традиционно слово «народ» является центральным понятием в «народной этнологии», трактуемым на основе оппозиции «свой-чужой»: в фольклорных легендах и верованиях со своим народом связывается представление о норме, в то время как «чужие» народы рассматриваются как аномальные в физическом, социальном или моральном отношении. См. Инородец, Сосед.

## История термина
Термин «народ» применяли[кто?] изначально для определения близкородственных групп, которые называли также «племенами», в библейской литературе «родами», которые делились на «колена» и т. п. В дальнейшем, особенно с появлением государственных образований, слово стало приобретать более размытое значение. Например, многочисленные племена «варваров» римляне объединяли в галлов, франков, германцев, даков и т. п. При этом римляне прекрасно знали об их внутреннем делении на десятки крупных и мелких родов, что засвидетельствовано в многочисленных римских «хрониках». Например, современный город Париж был основан паризиями. Зачастую объединяющим признаком становился близкий язык. Например, греки, а затем римляне именовали все иные народы ономатопом «барбарос» — имитация непонятной речи. Аналогично, у восточных славян киевский монах Нестор-летописец использовал как объединяющий или различающий признак «языци». Существовали и совершенно странные наименования других народов[какие?], которые им давали пришельцы.
С появлением ранних государств, создание которых первоначально осуществлялось одним или близкородственными группами (народами), появилась тенденция именовать национально-территориальное объединение по имени такого народа. Со временем при захвате соседних земель и подчинения населявших их народов сложилась практика именовать объединение названием народа-завоевателя. Например, восточнославянские летописи напавших с Востока захватчиков именовали «татарове». Позже название заменено по имени правящего народа «монгол» (в китайских хрониках мэн-гу, мэн-гу-ли, мэн-ва) и комбинированные «монголо-татары» или «татаро-монголы».
Потому:
1. Именование «древними греками» многочисленные народы следует понимать как объединённые культурой эллинизма и языком, а вовсе не этническим (кровным) родством. Жители полиса Херсонес в Крыму давали клятву не отдавать город «ни варвару, ни эллину», так как были этническими выходцами из Малой Азии (совр. Турции)[6].
2. Встречается, что и сегодня всех граждан «Объединённого королевства» называют «англичанами», хотя шотландцы, уэльсцы, ирландцы и другие народы, населяющие Британские острова, строго говоря, таковыми не являются. Граждане ФРГ называют себя deutsch (дойч), но многие помнят, что они баварцы,саксонцы, турки и др. Проживая в других странах, они также используют это слово для самоидентификации. Многие граждане Франции знают себя как нормандцы, бретонцы, валлонцы и др., но являются патриотами государства, — вопрос.
3. Симметрично стои́т прилагательное, которым иностранцы именовали подданных Российской державы, — русские. Поданных существовавшего ранее Московского государства они именовали — московиты. Традиция использования русские сохранилась и для граждан СССР: иностранцев не особо интересовали названия и самоназвания сотен проживающих там народов.
4. Также, в связи с имущественным и социальным разделением сообществ, слово народ приобрело и другие, не свойственные первоначальному, значения. Например, граждане Республики Индия разделены на множество народов, языков и каст, и потому считать их «народом» некорректно[источник не указан 1817 дней].

## Этнография
Народ — термин этнографии (образовано от греческих слов, в сумме означающих «народоописание»), и под ним понимают этнос, то есть группу людей, общую по определённым признакам. По первоначальной, примордиалистской, трактовке, это происхождение (кровное родство). Позже как признак стали использовать ряд вторичных признаков — языка, культуры, территории, религии, исторического прошлого и т. д.
Применение слова «народ» в значении более крупного, не этнического понятия нация характерно для политических деятелей для обозначения всего населения какого-либо государства, вне зависимости от его этнической принадлежности. Например, текст российской конституции начинается со слов:
Мы, многонациональный народ Российской Федерации, соединённые общей судьбой на своей земле, ...

## Политология

Свобода, ведущая народ, картина Эжена Делакруа (1830)

В полит-экономическом смысле слово «народ» нередко употребляется как народ (простонародье), близкое к понятию «мужики», «селяне» и т. п. В этом применении означает основную непривилегированную массу населения (см. также «массы», «базис»), в противоположность «элитам» и «власти»:
Вышли мы все из народа,
Дети семьи трудовой...
Существует ряд подходов к оценке роли народных масс в истории, от пренебрежительного отношения к «толпе» до народничества как признания за народом высшей, экзистенциальной ценности. В этом ряду информационный подход занимает промежуточное положение. Здесь предполагается разделение социальных процессов на две фундаментальные группы: процессы «сверху вниз» и процессы «снизу вверх». Субъектами первых из них являются элиты (не обязательно — правящие), субъектом вторых — народ (базис). Например, споры о сущности Оранжевой революции 2004 года на Украине сводятся именно к этой дихотомии: были ли события кем-то организованы и оплачены («сверху вниз») или представляют собой реальное проявление воли украинского народа («снизу вверх»). Элиты здесь рассматриваются как носители определённых моделей реального мира (политических, идеологических, экономических, военных и т. д.). Народ (базис) сравнивает между собой не столько эти модели, сколько сами элиты, которые их предлагают, оценивая их эмоционально (но при этом — весьма адекватно).

## Конституционное право
В большинстве современных конституций народ признается источником государственной власти и носителем суверенитета. При этом однозначного понимания термина в конституционно-правовой науке не существует. Диапазон мнений простирается от отождествления народа с избирательным корпусом до признания таковым совокупности прошлых, ныне живущих и будущих поколений. В самих конституциях термин «народ» используется по крайней мере в двух различных значениях — как источник власти и как субъект конституционных прав.